# Mutemwia
Mutemwia (vagy Mutemweja, Mutemwija) ókori egyiptomi királyné volt a XVIII. dinasztia idején, IV. Thotmesz felesége, III. Amenhotep édesanyja. Nevének jelentése: „Mut a szent bárkában”.
Származása nem ismert. Korábban megpróbálták Mitanni királya, I. Artatama leányaként azonosítani, de erre nincs bizonyíték, és ma már úgy tartják, nem Artatama leánya volt.
Mutemwia férje életében csak mellékfeleség volt, a nagy királyi hitves címet két másik feleség, Nofertari és Iaret viselte. Azok a feliratok, melyek Mutemwiát ruházzák fel ezzel a címmel és több másikkal, csak később, fia uralkodása alatt készültek.
Mutemwia ábrázolásai csak III. Amenhotep korából maradtak fenn. A luxori templomban az Amenhotep isteni származását és születését bemutató képeken ábrázolják (hasonlóan a Hatsepszut anyját, Ahmeszt Deir el-Bahariban ábrázoló jelenetekhez). Menyével, Tijével együtt a Memnón-kolosszusok lábánál is ábrázolják, valamint megjelenik fia nevelőjének, Hekaresunak a sírjában (TT226). Egy szobra, melyet Karnakban találtak és most a British Museum őriz, feltehetőleg eredetileg fia halotti templomában állt. A szobor hajóban ábrázolja a királynét, feltehetőleg utalásként nevére.
Halálának ideje nem ismert, de fia uralkodása jelentős részében még életben volt, tekintve, hogy megjelenik a Memnón-kolosszusokon, birtokát pedig említik egy boroskorsó feliratán, melyet Amenhotep thébai Malkata-palotájában találtak. Mutemwiát Thébában temették el.
Mutemwia címei: Az isten felesége (ḥm.t-nṯr), Nagy királyi hitves (ḥm.t-nswt wr.t), A Két Föld úrnője (nb.t t3.wỉ), Nagy, szeretett királyi hitves (ḥm.t-nsw wr.t mrỉỉ.t=f) Örökös hercegnő (ỉrỉỉ.t-pˁ.t Irit-patet), Nagy kegyben álló (wr.t ḥz.wt weret-heszut), Édes szeretetű (bnr.t mrwt benemerit), Alsó- és Felső-Egyiptom úrnője (ḥnwt šmˁw mḥw), Az isten anyja (mw.t-nṯr).
Az „isten anyja” arra vonatkozik, hogy a fáraó anyja.

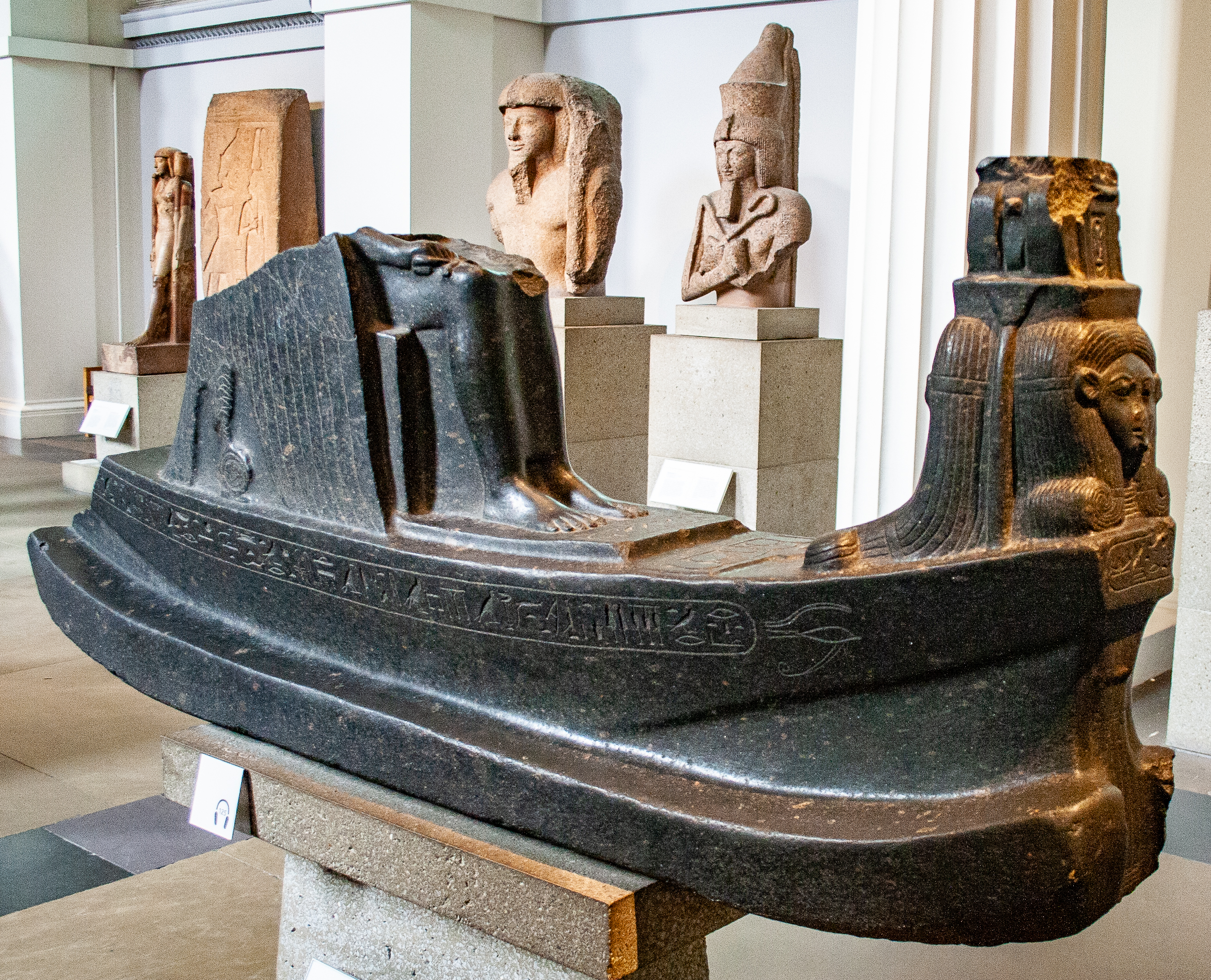
Hajóval ábrázolt szobra a British Museumban

## Ajánlott irodalom
- Grajetzki, Wolfram (2005) Ancient Egyptian Queens – a hieroglyphic dictionary
- David O'Connor & Eric Cline, Amenhotep III: Perspectives on his reign, University of Michigan Press, 1998